# 에드몬토니아
에드몬토니아(Edmontonia)는 중생대 백악기 후기, 아메리카 대륙에 살았던 곡룡류의 일종으로 초식공룡이다. 학명은 '에드몬토(Edmonton)산(産)'을 의미한다.

## 에드몬토니아의 이미지

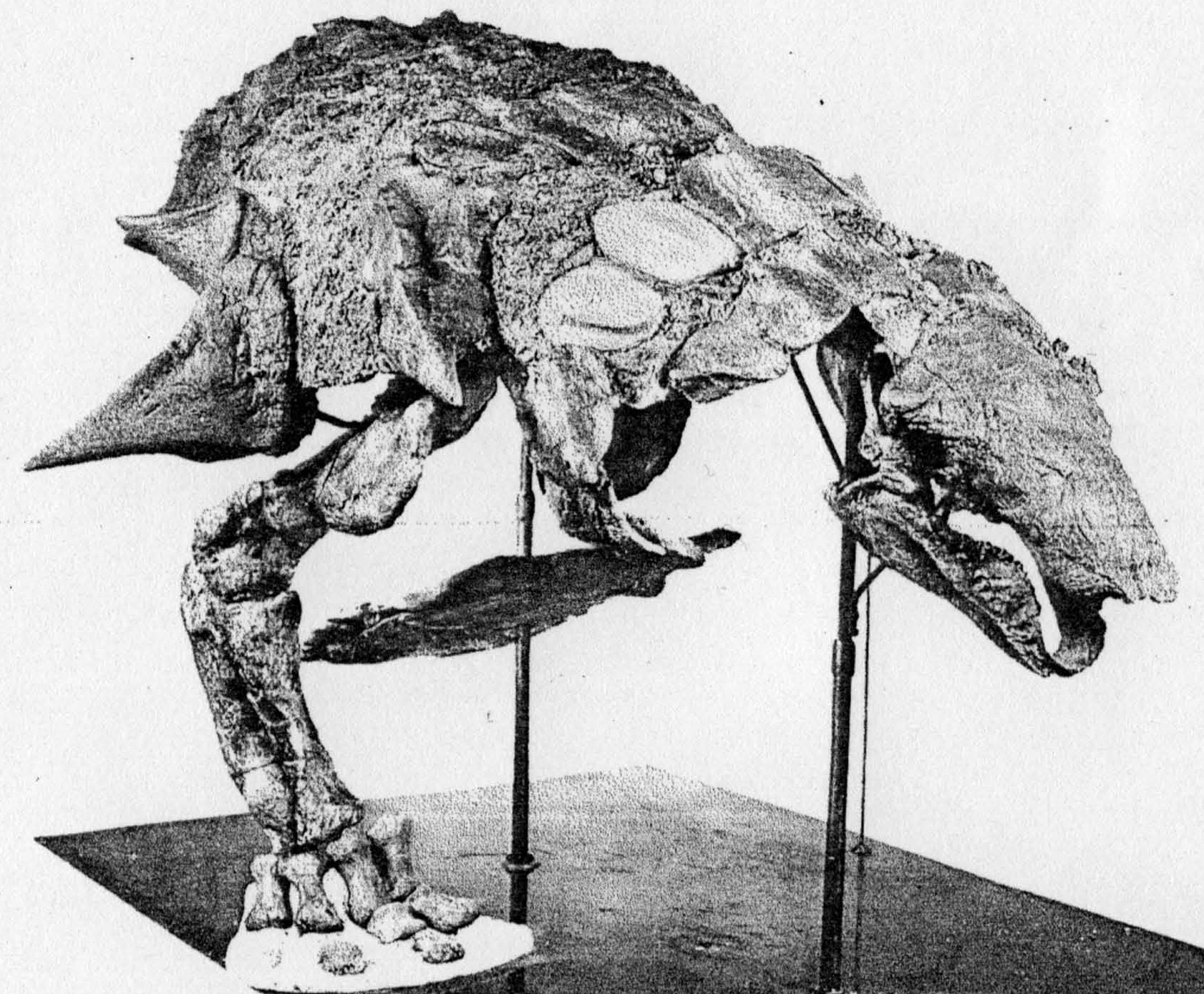
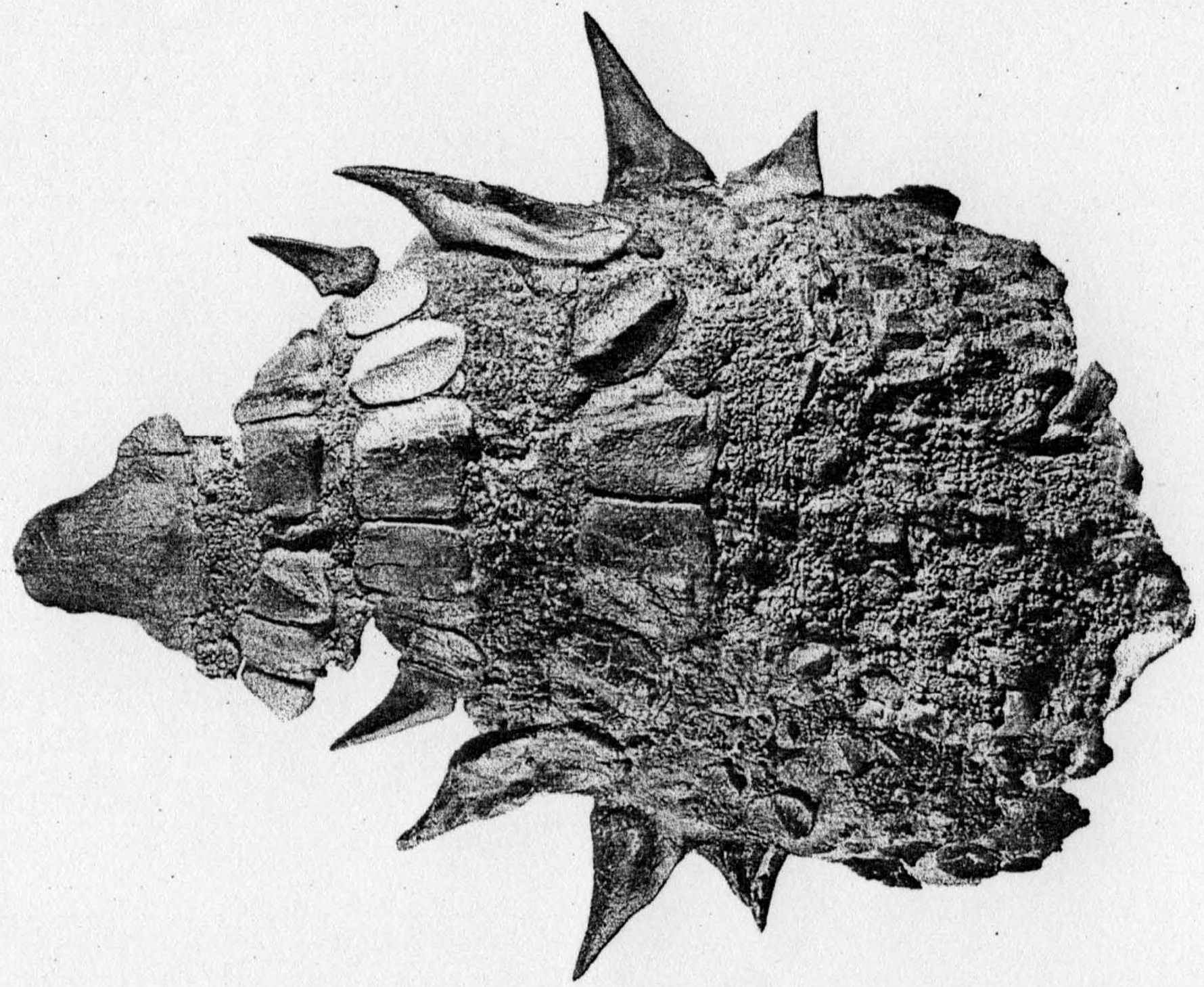
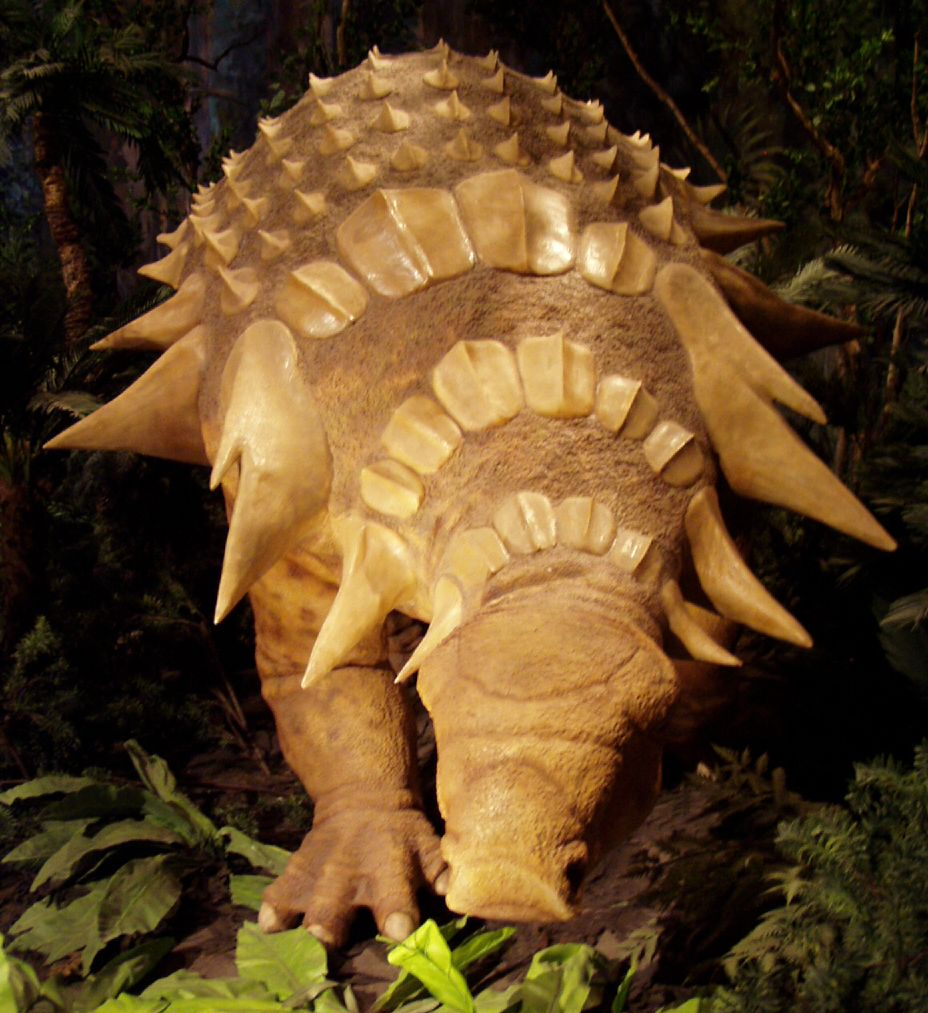
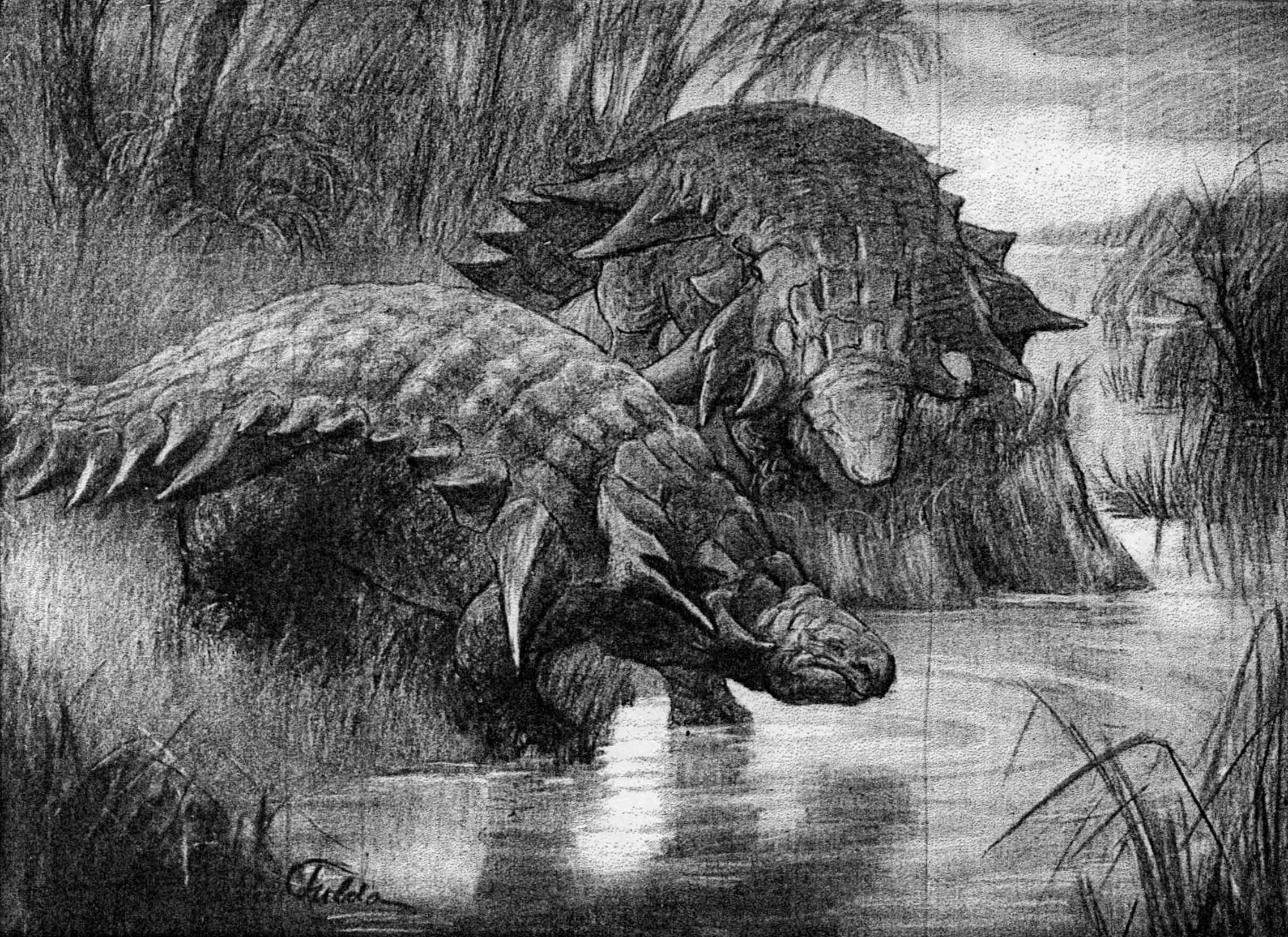